# Ghāzī (Titel)
Ghāzī, türkische Schreibweise Gazi, manchmal auch Ghasi (arabisch غازي, DMG ġāzī ‚wer einen Kriegszug unternimmt, Angreifer, Eroberer‘) ist die Bezeichnung für einen muslimischen Krieger, der an dem Ghazw teilnimmt und damit zum „Kämpfer für die Sache Gottes“ (al-ġāzī fī sabīli ʾllāh) wird.
Es gilt im Islam als besonders verdienstvoll, als Ghāzī an Feldzügen gegen die Ungläubigen teilzunehmen; der Begriff wird in diesem Sinne allerdings nicht im Koran, sondern erst im Hadith, die in den kanonischen Traditionssammlungen vor allem in den Kapiteln über die Vorzüge des Dschihad erhalten sind, verwendet. An den Grenzmarken zum byzantinischen Reich entstanden im späten 8. Jahrhundert die militärischen Festungen der Muslime: der Aufenthalt dort als Murābiṭ galt unter Gelehrten als eine tugendhafte Tat. Sie selbst werden im islamischen Schrifttum auch als Ghāzī bezeichnet: Al-Auzāʿī, sein Schüler Abū Ishāq al-Fazārī, die sich mit der Rechtthematik des Dschihad und der Siyar auseinandersetzten, waren nicht nur Theoretiker, sondern auch Kämpfer. Der Historiker Muhammad ibn Saʿd widmete in seinem Klassenbuch einen besonderen Abschnitt für diejenigen Gelehrten, die als Kämpfer an den Grenzmarken des islamischen Reiches (thaġr / thuġūr / ribāṭ) gewirkt haben.
An der anatolischen Grenzlinie zwischen der christlichen und muslimischen Welt (al-ʿAwāsim und später Uc) war Gazi ein Gegenbegriff zum byzantinischen Akritai. Der Historiker Paul Wittek geht in seiner, inzwischen kontrovers diskutierten, Ghazi-These davon aus, dass die frühen osmanischen Fürsten in Anatolien von dem religiösen Eifer beseelt waren, gegen ihre nicht-muslimischen Nachbarn Krieg zu führen.

## Ehrentitel
Später benutzte man den Begriff als islamischen Titel für Eroberer, Ritter, Herrscher. Die Begriffe gazi und ghazwa stammen aus Zeiten der türkischen Fürstentümer in Anatolien und spielten eine entscheidende Rolle bei der Gründung des osmanischen Reichs. Ein Äquivalent zum Gazi-Begriff war Alp.
Der osmanische Titel Gazi wurde in der Regel der Verdienste in einer Schlacht wegen vergeben. Osmanische Sultane trugen oft den Beinamen Gazi, so der Gründer des Osmanischen Reichs, Osman I. (1258–1326), wie auch dessen Sohn Orhan I. (1281–1360).
Das Wort Gazi fand in der Türkei auch später noch vielfach Verwendung um einen kulturell osmanischen Zusammenhang herzustellen. Häufig wird es auch im Sinne von Veteran verwendet. So erhielt die Stadt Antep 1921 den Namenszusatz Gazi. Damit wurde ihre Rolle im Türkischen Befreiungskrieg gewürdigt. Und auch Mustafa Kemal, der damals noch nicht den Namen Atatürk führte, wurde nach seinem Sieg über die Griechen der Ehrentitel Gazi verliehen.